# NGC 245
NGC 245 est une galaxie spirale située dans la constellation de la Baleine. NGC 245 a été découverte par l'astronome germano-britannique William Herschel en 1785.

## Caractéristiques
Sa vitesse par rapport au fond diffus cosmologique est de 3 743 ± 24 km/s, ce qui correspond à une distance de Hubble de 55,2 ± 3,9 Mpc (∼180 millions d'al).
À ce jour, quatre mesures non basées sur le décalage vers le rouge (redshift) donnent une distance de 29,650 ± 3,537 Mpc (∼96,7 millions d'al), ce qui est loin à l'extérieur des valeurs de la distance de Hubble.
La classe de luminosité de NGC 245 est II et elle présente une large raie HI. C'est de plus une galaxie à sursaut de formation d'étoiles. NGC 245 est une galaxie dont le noyau brille dans le domaine de l'ultraviolet. Elle est inscrite dans le catalogue de Markarian sous la cote Mrk 555 (MK 555).

## Groupe de NGC 271
NGC 245 fait partie du groupe de NGC 271. Ce groupe de galaxies comprend au  moins 6 autres galaxies : NGC 259,  NGC 271, NGC 279, NGC 307, MRK 557 et UGC 505.